# Parafia św. Rafała w Quorn-Carrieton
Parafia św. Rafała w Quorn-Carrieton – parafia rzymskokatolicka, należąca do diecezji Port Pirie, erygowana w 1886 roku.